# Karabin maszynowy HK21
Karabin maszynowy HK21 (inne oznaczenie – G8) – niemiecki uniwersalny karabin maszynowy opracowany w wytwórni Heckler & Koch w Oberndorf am Neckar.
Karabin maszynowy HK21 przystosowany do naboju karabinowego 7,62 x 51 mm NATO został opracowany w zakładach Heckler & Koch dla oddziałów specjalnych niemieckiej policji.

## Opis techniczny
Karabin maszynowy HK21 działa na zasadzie odrzutu zamka półswobodnego.
Z karabinu można prowadzić ogień pojedynczy, 3-strzałowe serie i ciągły. Zasilany jest z magazynka pudełkowego o pojemności 20 lub 50 nabojów. Istnieje możliwość stosowania zasilania taśmowego.
Lufę można szybko wymienić. Karabin wyposażony jest w przyrządy celownicze o nastawie od 100 do 1100 m (co 100 m), umożliwiają one poprawkę na boczny wiatr. Istnieje możliwość mocowania dwójnogu do osłony lufy i celownika optycznego.